# Mirkovci
Mirkovci – wieś w Chorwacji, w żupanii vukowarsko-srijemskiej, w mieście Vinkovci. W 2011 roku liczyła 3283 mieszkańców.